# (36187) Travisbarman
1999 TB37 (asteroide 36187) é um asteroide da cintura principal. Possui uma excentricidade de 0.16770280 e uma inclinação de 7.06333º.
Este asteroide foi descoberto no dia 13 de outubro de 1999 por LONEOS em Anderson Mesa.